# Zack's Bon Ton
| Recensione | Giudizio |
| ---------- | -------- |
| AllMusic   |          |

Zack's Bon Ton è un album di Zachary Richard, pubblicato dalla Rounder Records nel 1988. Il disco fu registrato al Boudreaux's Studio di Scott, Louisiana (Stati Uniti) nel giugno del 1988.

## Tracce
Lato A
1. Filé Gumbo – 3:26 (Zachary Richard)
2. Zack's Bon Ton – 3:22 (Zachary Richard)
3. Ma petite fille est gone – 3:04 (Zachary Richard)
4. Big River – 3:50 (Zachary Richard)
5. Jolie Blonde – 3:10 (Brano tradizionale, arrangiamenti di Zachary Richard)
6. Ma Louisianne – 2:20 (Zachary Richard)

Lato B
1. The Battle of New Orleans – 2:58 (Jimmy Driftwood)
2. Love My Zydeco – 3:39 (Zachary Richard)
3. Bayou Pon Pon – 3:33 (Brano tradizionale, arrangiamenti di Zachary Richard)
4. Take Me Deep (Song for C) – 4:43 (Zachary Richard)
5. See You Later Alligator – 3:14 (Robert Charles Guidry)
6. Le valse de la Grande Rivière – 0:40 (Zachary Richard)

## Musicisti
- Zachary Richard  - accordion, chitarra acustica, armonica, voce
- Tommy Shreve  - chitarra, accompagnamento vocale
- Craig Légé  - tastiere
- Rufus Thibodeaux  - fiddle
- Greg Robert, tastiere, registrazione
- Pat Breaux  - sassofono
- Leon Medica  - basso
- Cruz Frugé  - batteria